# Procreazione assistita

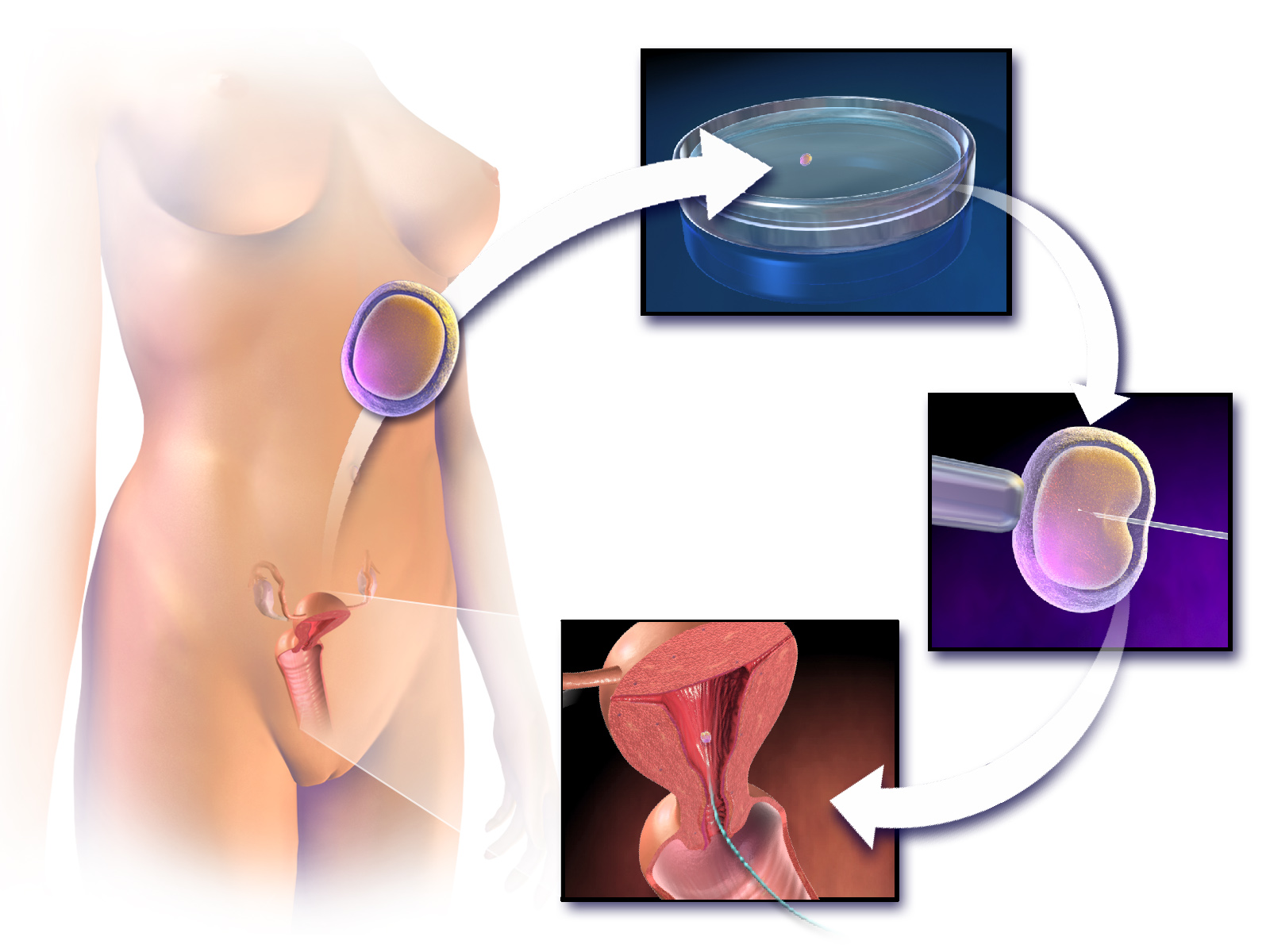
Illustrazione di una ICSI, una procedura di procreazione assistita

Con le espressioni procreazione assistita, procreazione artificiale, procreazione medicalmente assistita (PMA) o assistenza medica alla procreazione (AMP) ci si riferisce a tutte le metodiche che permettono di aiutare gli individui a procreare, siano esse chirurgiche, ormonali, farmacologiche o di altro tipo.
Termine spesso confuso con questi è fecondazione artificiale, che invece riguarda solo la fecondazione dell'ovulo da parte dello spermatozoo.

## Tecniche di fecondazione assistita
Esistono diversi tipi di tecniche diverse utilizzate:
- Fecondazione in vitro: è un trattamento di fecondazione assistita molto complesso. Consiste nell’unione dell’ovulo con lo spermatozoo realizzata in laboratorio per ottenere embrioni da trasferire nell’utero materno, al fine di ottenere una gravidanza. Occorre effettuare una stimolazione ovarica controllata, per ottenere gli ovuli che verranno poi fecondati in vitro per ottenere embrioni. Una volta ottenuti, gli embrioni saranno tenuti in coltura per 5-6 giorni, dopodiché uno di questi sarà trasferito in utero, mentre gli altri si conserveranno per il futuro. La fecondazione in vitro offre percentuali di gravidanza superiori ad altri, meno complessi, trattamenti di riproduzione assistita, quali l’inseminazione artificiale o il coito programmato.
- Inseminazione artificiale: è un trattamento di riproduzione assistita più semplice da attuare. Consiste nel collocare un campione seminale, del partner o di un donatore, nell’utero della donna. Questo procedimento aumenta le possibilità di gravidanza rispetto ai rapporti sessuali, sia perché il campione seminale è adeguatamente preparato in laboratorio, sia perché si stimolano le ovaie per controllare la crescita e la maturazione degli ovuli. In tal modo, la programmazione dell’inseminazione permette di massimizzare le probabilità di fecondazione e gravidanza.[2]

### I risultati della FIVET o ICSI
Sulla base delle ricerche e degli studi effettuati, statisticamente solo un embrione su tre può raggiungere la data del parto, perciò si possono impiantare più embrioni in utero al fine di aumentare le possibilità di ottenere almeno una gravidanza. La capacità ricettiva dell'utero umano però è limitata a un solo individuo, quindi una gravidanza gemellare o multigemellare rappresenta sempre un rischio. Gli embrioni sovrannumerari quindi potrebbero essere criopreservati per ulteriori e successive gravidanze.
La crioconservazione è però consentita per temporanea e documentata causa di forza maggiore, non prevedibile al momento della fecondazione.
Per quanto riguarda i due o tre embrioni impiantati in utero, è comunque possibile, e sempre più riproducibile, il loro co-attecchimento. In tali casi sarebbe possibile effettuare aborti a scopo preventivo, per ridurre la gravidanza multigemellare a gravidanza semplice (riduzione degli embrioni), ma anche questo è vietato dalla legge, se non in casi di pericolo per la donna.

## La procreazione assistita nei vari ordinamenti
Non tutti i singoli ordinamenti giuridici nazionali hanno disciplinato in via legislativa le modalità di esercizio della procreazione assistita. Le nazioni che hanno legiferato hanno compiuto scelte disomogenee creando differenti quadri normativi.

### Unione europea
PMA consentita alle coppie lesbiche
     PMA consentita alle single
     PMA consentita a single e coppie lesbiche
     PMA vietata a single e coppie lesbiche

Condizioni della tecnologia riproduttiva assistita nei diversi stati membri dell'Unione europea.
PMA consentita alle coppie lesbiche
PMA consentita alle single
PMA consentita a single e coppie lesbiche
PMA vietata a single e coppie lesbiche

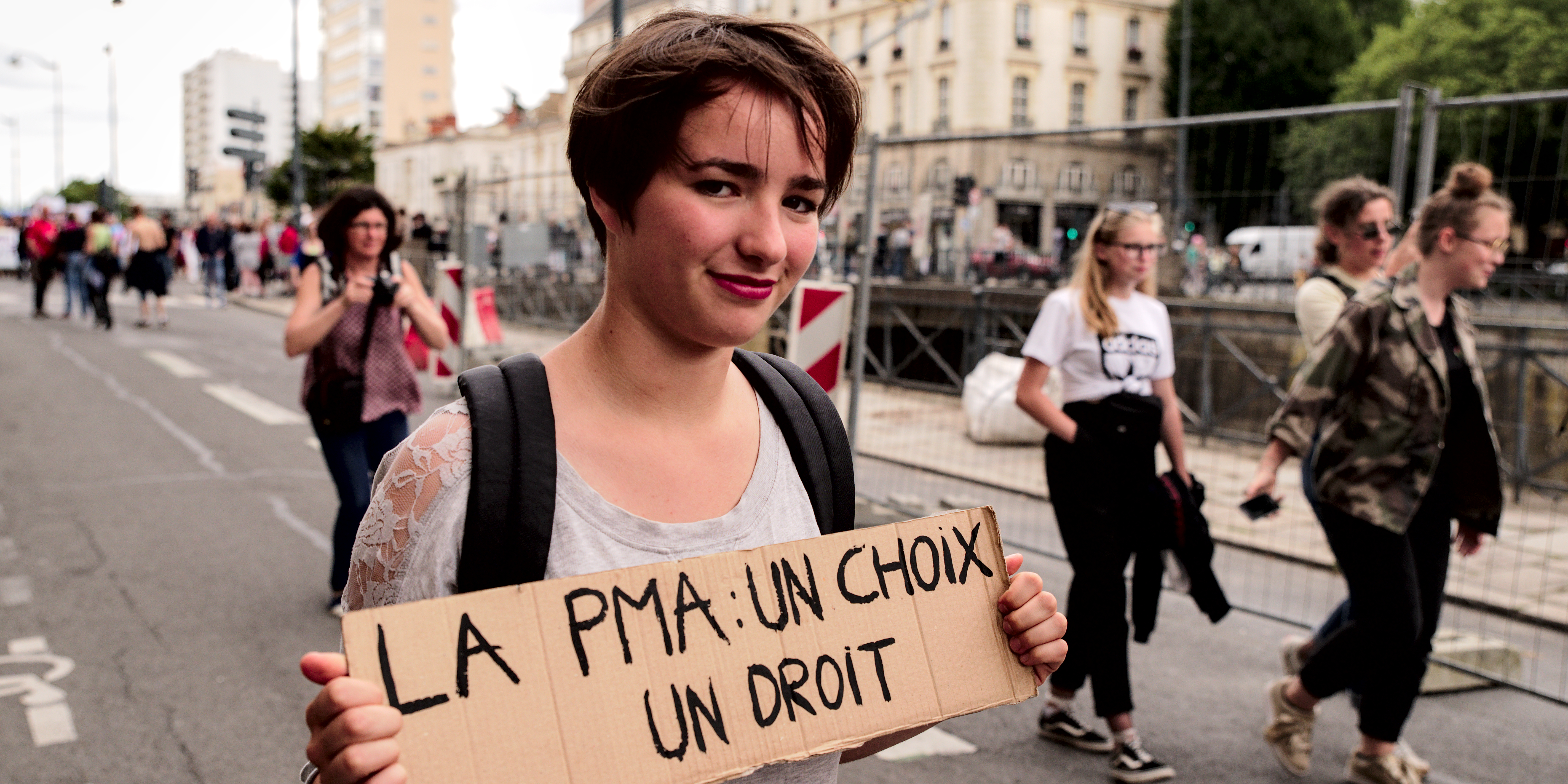
Un cartello a sostegno del diritto alla PMA a un pride a Rennes, in Francia

Numero di cicli di procreazione medicalmente assistita tra il 1997 e il 2014.

Nel 2015 in Europa, secondo i dati della Società europea di riproduzione umana e di embriologia (ESHRE), 157.500 bambini sono nati da una procreazione medicalmente assistita. Anche se la direttiva dell'Unione europea 2004/23/CE stabilisce le norme riguardanti le condizioni di utilizzo dei tessuti e delle cellule umane, l'insieme delle questioni etiche e legali sulla procreazione medicalmente assistita continuano a dipendere dagli Stati.
Nel continente i criteri legali sono piuttosto eterogenei: 10 paesi hanno esteso questo diritto a tutte le donne, altri 10 solo alle coppie eterosessuali, 7 lo hanno riservato alle donne sole e uno (l'Austria) alle coppie femminili omosessuali.
Storicamente è stata la Spagna il primo paese europeo a permettere di accedere all'assistenza medica alla procreazione a tutte le donne, e questo fin dal 1977, anno di apertura della prima banca del seme nel paese.
In Francia questo diritto è per ora concesso solo alle coppie eterosessuali in grado di dimostrare un'infertilità medica o una malattia grave. Una proposta di legge, approvata dall'Assemblea nazionale ma non ancora dal Senato, estenderebbe questo diritto alle coppie lesbiche e alle donne single.
Da una quindicina di anni le legislazioni evolvono abbastanza rapidamente e il Portogallo, ad esempio, ha concesso il diritto all'AMP nel 2006 con disposizioni molto simili a quelle della Francia, e poi nel 2016 ha modificato la legge per concederlo anche alle coppie lesbiche o alle donne sole.
La procreazione assistita in Italia è disciplinata dalla legge 40/2004: nel 2004 l'Italia è uscita da una situazione di vuoto giuridico adottando la legislazione più restrittiva d'Europa: la PMA è possibile solo per le coppie di sesso diverso, sposate o meno, e la donazione di gameti è vietata. Nel 2005 quattro quesiti referendari hanno tentato di modificarla senza però raggiungere il quorum.

#### Rimborsi statali
Attualmente, 20 Paesi dell'UE rimborsano parzialmente i trattamenti per la PMA; i 7 che non lo fanno sono Irlanda, Cipro, Estonia, Lettonia, Lussemburgo, Malta e Romania.
Questi rimborsi sono però sottoposti ad alcune condizioni: in Belgio un forfait di 1.073 euro è concesso per ogni ciclo completo nel quadro di una fecondazione in vitro (FIV). La donna deve avere meno di 43 anni e può compiere un massimo di 6 cicli di PMA. Inoltre è stabilito un numero massimo di embrioni trasferibili, che cambia a seconda dell'età e del numero di cicli effettuati.
In Francia l'AMP è rimborsata integralmente dal sistema sanitario nazionale fino ai 43 anni della donna sulla base di quattro tentativi di fecondazione in vitro e di un massimo di sei tentativi di inseminazione artificiale.
La Germania ha reso più rigide le sue condizioni di rimborso nel 2004, cosa che ha provocato una netta riduzione del numero di AMP praticate, passate da 102.000 cicli nel 2003 a meno di 57.000 nell'anno successivo, numero che da allora si è stabilizzato.

#### Criteri di accesso
17 paesi limitano l'accesso alle tecniche di PMA, imponendo dei criteri relativi all'età delle donne. Dieci paesi hanno fissato un'età massima, che va da 40 (Finlandia, Paesi Bassi) a 50 anni (Spagna, Grecia o Estonia).
Dal 1994 la Francia si è unita a quel gruppo di paesi come la Germania, il Regno Unito, ecc., che fanno appello alla nozione un po' vaga di "età naturale di procreazione".
Nel 2017 in Francia il Consiglio di orientamento dell'Agenzia di biomedicina si è pronunciato per un limite di età di 43 anni per le donne nelle varie situazioni di AMP.
Dieci paesi non hanno fissato un limite di età su queste tecniche mediche, fra cui l'Austria, l'Ungheria, l'Italia o la Polonia.

#### L'anonimato
La maggior parte dei paesi europei ammette il ricorso ai gameti di un donatore. Tuttavia i paesi hanno posizioni diverse quando si parla di ovociti o di spermatozoi. La donazione di spermatozoi è infatti autorizzata da 20 Stati membri dell'Unione europea, fra cui 11 in condizioni di anonimato; mentre quella di ovociti è possibile in 17 Stati (fra cui otto in condizioni di anonimato).
Il 12 aprile 2019 l'Assemblea parlamentare del Consiglio d'Europa ha adottato una raccomandazione, incoraggiando la fine dell'anonimato.
Nel Regno Unito l'anonimato del dono di sperma è stato abolito nel 2005 e i figli possono accedere all'identità del donatore una volta raggiunta la maggiore età.
Il principio dell'anonimato della donazione di gameti o di embrioni è stato mantenuto in Francia nella legge bioetica del 2011.

### Regno Unito
Nel Regno Unito tutti i pazienti hanno diritto ai test preliminari, forniti gratuitamente dal Servizio Sanitario Nazionale (NHS). Tuttavia, il trattamento non è ampiamente disponibile nel servizio sanitario nazionale e possono esserci lunghe liste di attesa. Molti pazienti quindi pagano per un trattamento immediato all’interno del Servizio Sanitario Nazionale o cercano aiuto in cliniche private.
Nel 2013, il National Institute for Health and Care Excellence (NICE) ha pubblicato nuove linee guida su chi dovrebbe avere accesso al trattamento di fecondazione in vitro presso il servizio sanitario nazionale in Inghilterra e Galles.
Le linee guida affermano che alle donne di età compresa tra 40 e 42 anni dovrebbe essere offerto un ciclo di fecondazione in vitro dal servizio sanitario nazionale se non hanno mai avuto un trattamento di fecondazione in vitro prima, non hanno prove di bassa riserva ovarica (questo accade quando gli ovociti nell'ovaio sono in numero basso o bassi in termini di qualità) e sono stati informati delle ulteriori implicazioni della fecondazione in vitro e della gravidanza a questa età. Tuttavia, se i test dimostrano che la fecondazione in vitro è l’unico trattamento che può aiutarle a rimanere incinte, le donne dovrebbero essere indirizzate immediatamente alla fecondazione in vitro.
Questa politica viene spesso modificata dai Clinical Commissioning Groups locali, in una violazione abbastanza palese della Costituzione del NHS per l’Inghilterra che prevede che i pazienti abbiano diritto ai farmaci e ai trattamenti che sono stati raccomandati dal NICE per l’uso nel NHS. Ad esempio, il Clinical Commissioning Group di Cheshire, Merseyside e West Lancashire insiste su condizioni aggiuntive:
- La persona in cura deve aver iniziato il trattamento prima del compimento dei 40 anni;
- La persona in cura deve avere un BMI (indice di massa corporea) compreso tra 19 e 29;
- Nessuno dei due partner deve avere figli vivi, né dalla relazione attuale né da quella precedente. Ciò include i bambini adottati e quelli biologici;
- La subfertilità non deve essere il risultato diretto di una procedura di sterilizzazione in uno dei partner (questo non include le condizioni in cui la sterilizzazione avviene a seguito di un altro problema medico). Le coppie che hanno intrapreso un'inversione della procedura di sterilizzazione non hanno diritto al trattamento.

### Canada
Alcuni trattamenti sono coperti dall'OHIP (assicurazione sanitaria pubblica - Ontario Health Insurance Plan) in Ontario, altri no. Le donne con tube di Falloppio bloccate bilateralmente e di età inferiore ai 40 anni hanno il trattamento coperto, ma sono comunque tenute a pagare le spese per il test (circa CA $ 3.000-4.000). La copertura varia nelle altre province. La maggior parte degli altri pazienti sono tenuti a pagare i trattamenti da soli.

### Israele
L'assicurazione sanitaria nazionale israeliana, obbligatoria per tutti i cittadini israeliani, copre quasi tutti i trattamenti per la fertilità. I costi della fecondazione in vitro sono completamente sovvenzionati fino alla nascita di due figli per tutte le donne israeliane, comprese le donne single e le coppie lesbiche. Sono coperti anche i trasferimenti di embrioni a fini di maternità surrogata gestazionale.

### Germania
Il 27 gennaio 2009 la Corte costituzionale federale ha dichiarato incostituzionale che le casse malati debbano sostenere solo il 50% dei costi della fecondazione in vitro. Il 2 marzo 2012 il Consiglio federale ha approvato un progetto di legge di alcuni Stati federali, che prevede che il governo federale conceda un sussidio del 25% ai costi. Pertanto, la quota dei costi sostenuti dalla coppia scenderebbe solo al 25%. Dal luglio 2017, la tecnologia di riproduzione assistita è consentita anche per le coppie lesbiche sposate, poiché il parlamento tedesco ha consentito i matrimoni tra persone dello stesso sesso in Germania.

### Francia
Nel luglio 2020, il Parlamento francese ha consentito la tecnologia di riproduzione assistita anche per le coppie lesbiche e le donne single.

### Cuba
Fonti cubane affermano che la riproduzione assistita è completamente legale e gratuita nel paese.

### India
Il governo indiano ha notificato il Surrogacy (Regulation) Act 2021 e l’Assisted Reproductive Technology (Regulation) Act 2021 per regolamentare la pratica dell’ART. In precedenza, il settore era disciplinato dalle Linee guida nazionali per l’accreditamento, la supervisione e la regolamentazione delle cliniche ART in India pubblicate dal Ministero della salute e del benessere familiare, governo indiano nel 2005. La legge indiana riconosce il diritto di una donna single, che sia maggiorenne, ad avere figli attraverso l'ART.

## Società e cultura

### Etica
Alcune coppie potrebbero avere difficoltà a interrompere il trattamento nonostante una pessima prognosi, con il risultato di terapie inutili. Ciò può potenzialmente dare ai fornitori di ART una decisione difficile se continuare o rifiutare il trattamento.
Alcune tecnologie di riproduzione assistita possono potenzialmente essere dannose sia per la madre che per il bambino, comportando un rischio per la salute psicologica e/o fisica, che potrebbe avere un impatto sull’uso continuato di questi trattamenti.
In Israele, esistono ricerche che supportano l’uso dell’ART, compresi materiali di laboratorio riciclati dal processo di fecondazione in vitro, per aiutare le donne a superare alcune di queste emozioni.

### Rappresentazione immaginaria
Film e altre fiction che descrivono le difficoltà emotive legate alle tecnologie di riproduzione assistita hanno avuto una ripresa nell’ultima parte degli anni 2000, sebbene le tecniche siano disponibili da decenni. Man mano che l'ART diventa più utilizzata, il numero di persone che possono relazionarsi ad essa per esperienza personale in un modo o nell'altro sta crescendo.
Inoltre, la riproduzione e la gravidanza nella narrativa speculativa sono presenti da molti decenni.

## Fatti storici

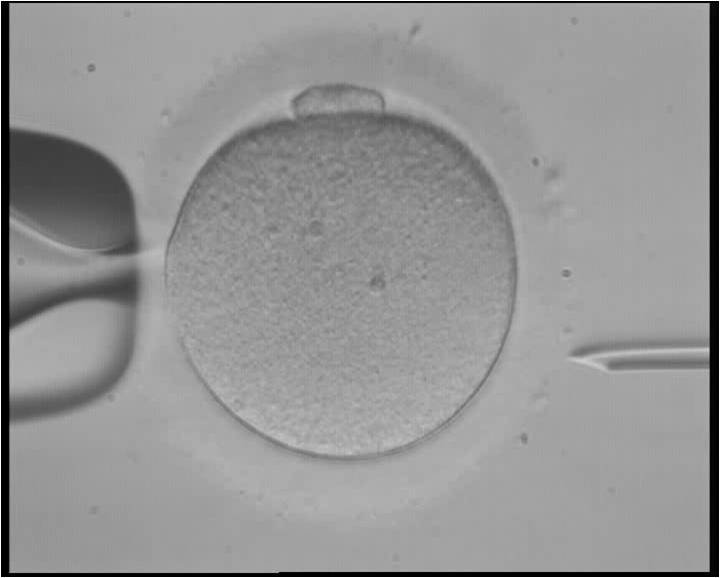
Iniezione intracitoplasmatica di spermatozoi (ICSI)

25 luglio 1978, nasce Louise Brown; questa è stata la prima nascita riuscita di un bambino dopo il trattamento di fecondazione in vitro. La procedura ha avuto luogo presso il Dr Kershaw's Cottage Hospital (ora Dr Kershaw's Hospice) a Royton, Oldham, Inghilterra. Patrick Steptoe (ginecologo) e Robert Edwards (fisiologo) hanno lavorato insieme per sviluppare la tecnica della fecondazione in vitro. Steptoe descrisse un nuovo metodo di estrazione delle cellule uovo ed Edwards stava realizzando un modo per fecondare tali cellule in laboratorio. Robert G. Edwards ha ricevuto il Premio Nobel per la Fisiologia o la Medicina nel 2010, ma non Steptoe perché il Premio Nobel non viene assegnato postumo.
Il primo parto riuscito tramite ICSI (iniezione intracitoplasmatica di spermatozoi) ebbe luogo il 14 gennaio 1992. La tecnica è stata sviluppata da Gianpiero D. Palermo presso la Vrije Universiteit Brussel, nel Centro di Medicina della Riproduzione di Bruxelles. In realtà la scoperta è avvenuta per errore quando uno spermatozoo è stato immesso nel citoplasma.